# Thomas Francis Wenman
Hon. Thomas Francis Wenman (* 18. November 1745 in Thame Park bei Thame, Oxfordshire; † 8. April 1796 bei Water Eaton, Oxfordshire) war ein britischer Hochschullehrer, Natur- und Altertumsforscher und von 1774 bis 1780 Mitglied des House of Commons im englischen Parlament.
Wenman war der zweite Sohn von Philip Wenman, 6. Viscount Wenman, und seiner Frau Sophia, Tochter und Miterbin von James Herbert, Gutsherr von Tythorpe in Buckinghamshire. Er wurde am University College der University of Oxford ausgebildet und am 22. Oktober 1762 immatrikuliert. Am 12. Mai 1764 wurde er in der Anwaltsinnung Inner Temple aufgenommen.
1765 wurde er als Fellow des All Souls College aufgenommen und 1770 als Barrister zugelassen. Er erhielt Abschlüsse in Privatrecht auch von Oxford, erreichte seinen Bachelor of Civil Law (BCL) 1774 und seinen Doctor of Civil Law (DCL) 1780. Er stellte sich im Wahlkreis Wallingford im Oxfordshire erfolglos zur Wahl, stellte sich erneut in Westbury im Buckinghamshire zur Wahl, wurde 1774 ins Parlament gewählt und verblieb dort bis 1780. In den Archiven findet sich nur eine Rede Wenmans im Parlament und nur einmal stimmte er gegen die Regierung.
Wenman wurde am 21. Januar 1779 zum Fellow der Royal Society gewählt. Möglicherweise begünstigt durch seine Neigung zu den Altertumswissenschaften wurde er am 15. Januar 1781 zum Archivar der Universität of Oxford ernannt (Keeper of the Archives) und im Dezember zum stellvertretenden Steward.
1789 wurde er in der Nachfolge von Robert Vansittart zum Regius Professor of Civil Law ernannt. Zwar versuchte er, wie vorgesehen, Vorlesungen für Römisches Recht zu halten, gab dies aber mangels hörender Studenten wieder auf.
Wenman interessierte sich sehr für Naturgeschichte und Botanik und war damals einer der wenigen Studenten der Naturforschung in Oxford. Während er am Ufer des Cherwell in der Nähe von Water Eaton Proben nahm, fiel er in den Fluss und ertrank am 8. April 1796. Er wurde in der Kapelle von All Souls am 15. April 1796 beigesetzt.